# Padhagedis
De padhagedis (Phrynosoma platyrhinos) is een hagedis uit de familie Phrynosomatidae en een van de padhagedissen uit het geslacht Phrynosoma.

## Naam en indeling
De wetenschappelijke naam van de soort werd voor het eerst voorgesteld door Charles Frédéric Girard in 1852. Later werd de wetenschappelijke naam Doliosaurus platyrhinos gebruikt. De soort wordt verdeeld in twee ondersoorten, met de auteur en het verspreidingsgebied.
| Naam                              | Auteur       | Verspreidingsgebied      |
| --------------------------------- | ------------ | ------------------------ |
| Phrynosoma platyrhinos calidiarum | Cope, 1896   | Mexico, Verenigde Staten |
| Phrynosoma platyrhinos            | Girard, 1852 | Mexico, Verenigde Staten |

## Verspreiding en habitat
De habitat bestaat uit open, warme en droge plekken in het zuiden van de Verenigde Staten en delen van Mexico, voornamelijk in woestijnen en halfwoestijnen met een losse zandbodem. De hagedis komt veel voor in gebieden met het vegetatietype scrubland.

### Beschermingsstatus
Door de internationale natuurbeschermingsorganisatie IUCN is de beschermingsstatus 'veilig' toegewezen (Least Concern of LC).

## Uiterlijke kenmerken

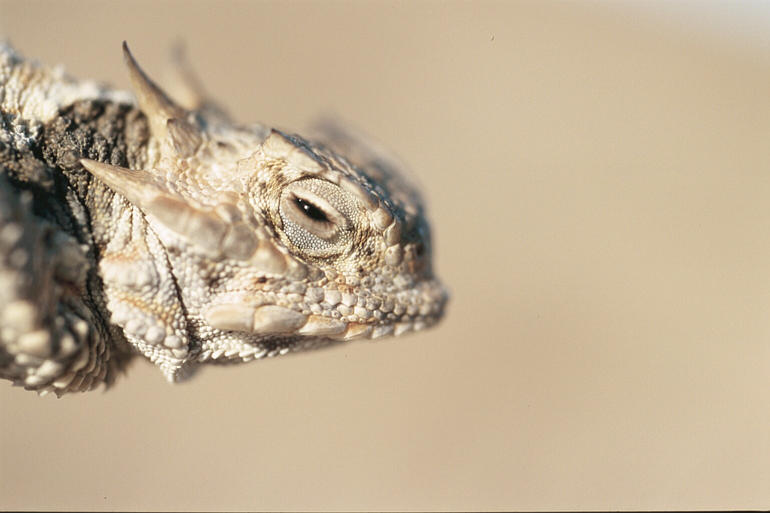
Detail van de kop.

Deze soort heeft een zeer stompe en ronde kop, een zeer korte staart, vele stekels op het lijf en knobbelige schubben. Ook kan de buik extreem worden afgeplat om meer zon op te vangen, waardoor hij van boven gezien bijna rond is. Deze soort wordt maximaal 25 centimeter lang en heeft met name een stekelrij in de nek naar achteren wijzend en een dunne dubbele kam aan weerszijden van het lichaam tot de staartpunt. De kleur is bruin tot beige en soms grijs met onregelmatige, donkere vlekken over het hele lijf, meestal bruin tot zwart. Sommige padhagedissen hebben een knobbel in de nek, die heel erg op de kop lijkt, waarmee ze roofdieren in de maling nemen. Padhagedissen kunnen ook bloed uit hun ooghoeken spuiten om roofdieren af te schrikken.

## Levenswijze
Het voedsel bestaat uit insecten en andere ongewervelden, vooral kevers en mieren, die met de tong worden opgelikt. De hagedis is hierdoor in gevangenschap moeilijk in leven te houden. 's Nachts ligt de padhagedis ingegraven in het zand, en ook overdag als de temperaturen te hoog worden schuilt het dier in een ondiepe kuil onder een steen of boomstam. De hagedis is op de korte afstand snel als hij opgewarmd is en moet vluchten, maar over het algemeen is het een relatief langzaam dier.

## Verdediging
Ondanks zijn indrukwekkende hoeveelheid stekels, heeft de padhagedis toch een aantal vijanden. Veel roofvogels vallen het dier aan en scheuren zijn lichaam uit elkaar met hun sterke klauwen. Haviken, valken, sperwers, klapeksters en renkoekoeken jagen allemaal op de hagedis, hoewel ze het risico lopen in de stekels te stikken. Zo zijn er al meermaals dode vogels gevonden met de stekels van de padhagedis in de keel die de luchtpijp doorboord hadden. Slangen vangen ook wel padhagedissen. Zij lopen zelfs het grootste risico om dood te gaan, omdat ze de hagedis in één keer doorslikken en de hoorns de slokdarm doorboren.
De padhagedis vertrouwt op zijn schutkleur als zijn beste verdedigingsmiddel. Zijn platte lichaam vormt een geheel met zijn open leefgebied en werpt geen schaduw. Kleur en tekening van de hagedis passen ook bij de grond waar hij op leeft, hetgeen een kenmerk is van de hele plaatselijke populatie. Als een padhagedis echter uit zijn eigen omgeving zou worden gehaald en bij een populatie in een andere omgeving gezet, zou hij duidelijk herkenbaar zijn.
De hagedis kent een trucje om zijn vijanden af te schrikken: het dier kan bloed uit zijn ooghoeken spuiten als hij ernstig bedreigd wordt, hoewel dit zelden is waargenomen. Hierbij wordt een straaltje bloed dertig centimeter of meer weggespoten wat afschrikwekkend werkt op roofdieren en mensen die de hagedis te ruw behandelt.

## Voortplanting en ontwikkeling
Padhagedissen paren in het voorjaar. Er wordt weinig meer aan de hofmakerij gedaan dan het gebruikelijke kopschudden als ze een potentiële partner tegenkomen. Het mannetje klimt op de rug van het wijfje, klemt de stekels op haar kop tussen zijn kaken en draait zijn lichaam tot zijn cloaca met de hare in contact komt. De eieren worden in een gat in losse grond gelegd, dat zorgvuldig door het wijfje wordt uitgegraven.
Vijf tot negen weken later, afhankelijk van de temperatuur van de grond, komen de eieren uit en graven de juvenielen zich naar buiten.
Bij enkele soorten (o.a. de korthoornpadhagedis) houdt het wijfje de eieren in haar lichaam en deze komen direct uit als ze afgezet worden wat ovovivipaar genoemd. Tussen de 5 en de 48 miniatuurhagedisjes worden op deze manier door één wijfje voortgebracht.